# Streifenmäuse
Die Streifenmäuse (Hybomys) sind eine Nagetiergattung aus der Gruppe der Altweltmäuse (Murinae). Die Gattung umfasst sieben Arten.

## Allgemeines
Streifenmäuse erreichen eine Kopfrumpflänge von 10 bis 16 Zentimetern, hinzu kommt noch ein 8 bis 13 Zentimeter langer Schwanz. Ihr Gewicht beträgt 30 bis 70 Gramm. Ihr Fell ist zumeist weich, es ist an der Oberseite braun oder schwarzbraun und an der Unterseite weißgrau bis beige gefärbt. Entlang des Rückens erstreckt sich ein dunkler Aalstrich, der aber bei einzelnen Tieren kaum zu sehen sein kann. Die Pfoten und der Schwanz sind braun oder schwarzbraun gefärbt.
Streifenmäuse leben in Afrika südlich der Sahara, ihr Verbreitungsgebiet reicht von Guinea bis Uganda. Ihr Lebensraum sind Wälder und Buschländer. Es gibt sowohl tagaktive als auch nachtaktive Arten, die Ruhezeit verbringen sie in einem Nest, das in einem Erdbau angelegt wird. Die Nahrung dürfte sowohl aus Insekten als auch aus pflanzlichem Material, etwa Früchten bestehen.
Nach einer rund 29- bis 31-tägigen Tragzeit bringt das Weibchen ein bis vier Junge zur Welt. Diese öffnen nach sieben bis zehn Tagen die Augen, Weibchen sind mit drei Monaten geschlechtsreif.

## Systematik

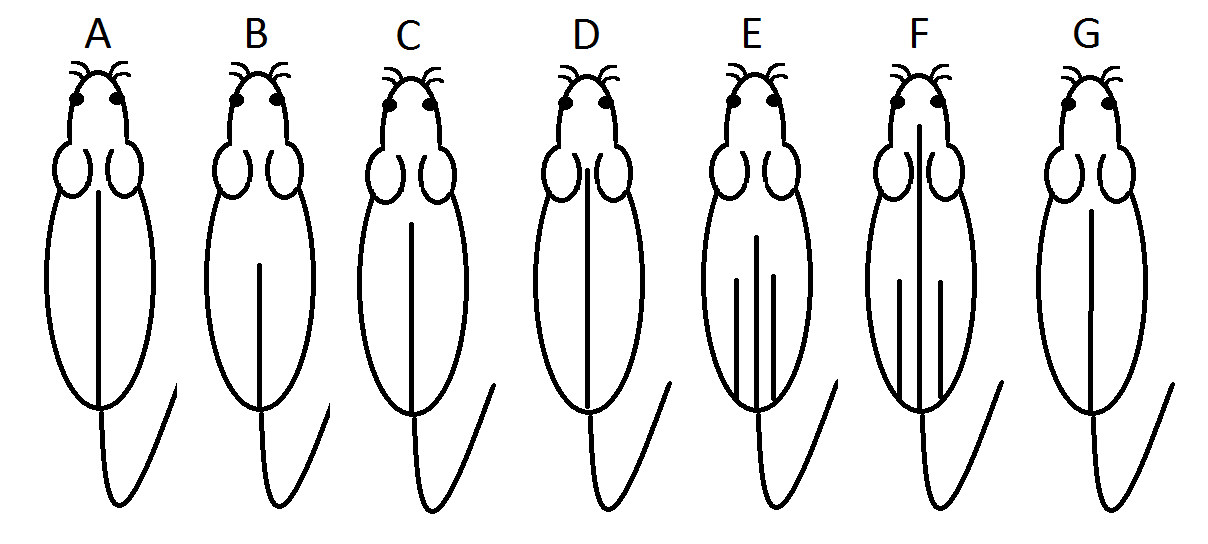
Schemaskizzen des Aalstrichs verschiedener Arten der Gattung Hybomys
A: Hybomys badius
B: Hybomys basilii
C: Hybomys lunaris
D: Hybomys planifrons
E: Hybomys trivirgatus (aus Sierra Leone)
F: Hybomys trivirgatus (aus Nigeria)
G: Hybomys univittatus

Innerhalb der Altweltmäuse sind die Streifenmäuse die Namensgeber der Hybomys-Gattungsgruppe, die daneben noch die Defua-Ratten (Dephomys) und die Zielratten (Stochomys) umfasst.
Nach genetischen Untersuchungen von Lecompte et al. (2008) sind die Tiere der Hybomys-Gruppe Teil einer vorwiegend afrikanischen Radiation der Altweltmäuse, zu der auch die Aethomys-Gruppe, die Arvicanthis-Gruppe, die Dasymys-Gruppe, die Golunda-Gruppe und die Oenomys-Gruppe gerechnet werden und die als Arvicanthini zusammengefasst werden. Mit den Eigentlichen Ratten (Rattus) besteht hingegen nur eine sehr entfernte Verwandtschaft.
Es werden sieben Arten in zwei Untergattungen unterschieden:
- Untergattung Hybomys
  - Hybomys badius bewohnt gebirgige Regionen im südwestlichen Kamerun.
  - Hybomys basilii ist auf der Insel Bioko, die zu Äquatorial-Guinea gehört, endemisch.
  - Hybomys eisentrauti kommt im westlichen Kamerun vor.
  - Hybomys lunaris lebt im Ruwenzori-Bergland in Uganda und der Demokratischen Republik Kongo.
  - Hybomys univittatus ist im mittleren Afrika von Nigeria bis Uganda weitverbreitet.
- Untergattung Typomys
  - Hybomys planifrons lebt von Guinea bis zur Elfenbeinküste.
  - Hybomys trivirgatus ist von Sierra Leone bis Nigeria verbreitet.

Manchmal wird Typomys als eigenständige Gattung abgetrennt.
Die Arten mit einem kleinen Verbreitungsgebiet sind bedroht. Die IUCN listet H. badius, H. basilii und H. eisentrauti als „stark gefährdet“ (endangered) und H. lunaris als „gefährdet“ (vulnerabled).